# Worthington (Missouri)
Pour les articles homonymes, voir Worthington.
Worthington est un village situé à l'est du comté de Putnam, dans le Missouri, aux États-Unis,.

## Démographie
Lors du recensement de 2010, le village comptait une population de 81 habitants. Elle est estimée, en 2016, à 79 habitants.

### Source de la traduction
- (en) Cet article est partiellement ou en totalité issu de l’article de Wikipédia en anglais intitulé « Worthington, Missouri » (voir la liste des auteurs).